# South East England
South East England (magyarul: Délkelet-Anglia) egyike Anglia régióinak az ország délkeleti részén.

## Felosztása

### Megyék
A régió hét közigazgatási megyére (non-metropolitan Countys): van felosztva
- Buckinghamshire
- East Sussex
- Hampshire
- Kent
- Oxfordshire
- Surrey
- West Sussex

### Egységes hatóságok
Ezen kívül a következő tizenkét ún. egységes hatóság (független önkormányzati terület; Unitary Authority) tartozik hozzá:
- Bracknell Forest (történelmileg Berkshire-hez tartozó)
- Brighton and Hove (történelmileg East Sussex-hez tartozó)
- Wight-sziget (történelmileg Hampshire-hoz tartozó)
- Medway (történelmileg Kent-hez tartozó)
- Milton Keynes (történelmileg Buckinghamshire-hoz)
- Portsmouth (Hampshire)
- Reading (Berkshire)
- Slough (Berkshire)
- Southampton (Hampshire)
- West Berkshire (Berkshire)
- Windsor and Maidenhead (Berkshire)
- Wokingham (Berkshire)

## Fordítás
- Ez a szócikk részben vagy egészben  a   South_East_England című német Wikipédia-szócikk fordításán alapul.  Az eredeti cikk szerkesztőit annak laptörténete sorolja fel. Ez a jelzés csupán a megfogalmazás eredetét és a szerzői jogokat jelzi, nem szolgál a cikkben szereplő információk forrásmegjelöléseként.